# 콜룸보 해저화산

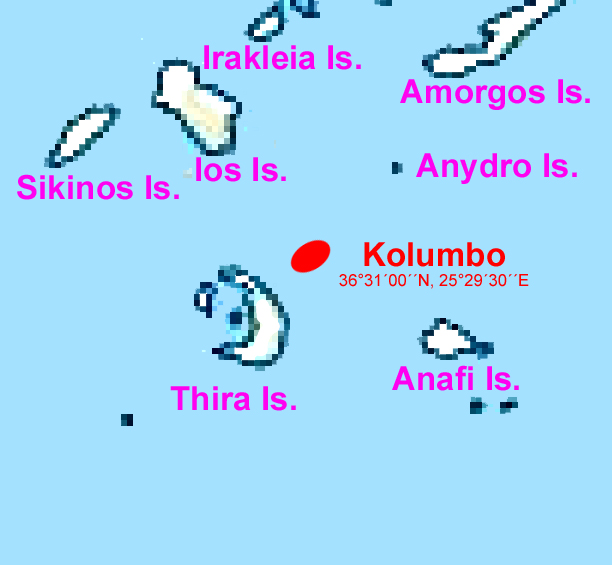
콜룸보 해저화산의 위치

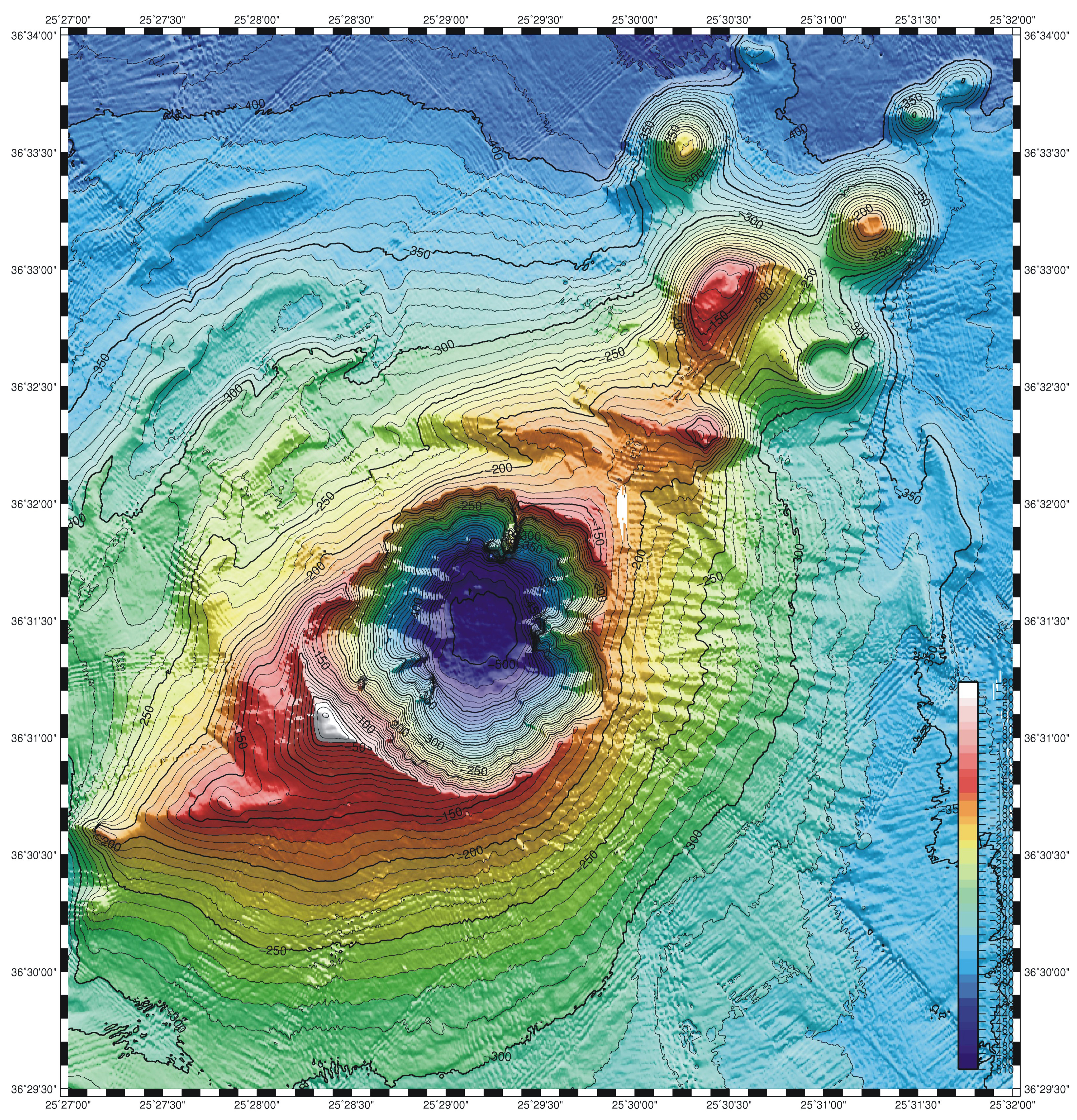
콜룸보 해저화산의 지형도

콜룸보 해저화산(그리스어: Κολούμπος)은 그리스 에게해에 있는 해저화산이다. 산토리니섬의 콜룸보곶에서 동북쪽으로 약 8 km 떨어져 있다. 산토리니섬에서 동북쪽 방향으로 뻗어 있는 약 20개의 해저화산호 중 가장 큰 화산으로, 지름 약 3 km, 분화구 너비 약 1.5 km, 높이 약 400 m에 달한다. 1649년~1650년경 해수면을 뚫고 올라오면서 인간이 처음으로 발견하였다. 스미스소니언 협회 연구소의 세계 화산 계획에서는 콜룸보 해저화산을 산토리니 화산의 일부로 취급하지만, 산토리니와는 다른 별개의 화산체라고 분석하는 논문도 존재한다.

## 역사
1650년 일어난 화산 분화로 쌓인 성층 화산 분출물이 지표면까지 도달하자 화산쇄설류가 해수면을 가로질러 산토리니섬 해안과 경사면까지 흘러들어가 70명이 사망하고 수많은 동물이 폐사했다. 이 때 형성된 작은 고리 모양의 경석은 파도의 침식으로 빠르게 사라졌다. 분화 이후 화산은 칼데라로 붕괴되어 쓰나미를 일으켜 최대 150 km 정도 떨어진 섬에까지 피해를 입혔다. 이후 화구 테두리의 가장 높은 부분은 현재 해수면 아래 약 10 m 지점에 있다.
2006년 두 차례에 걸친 에게해 폭발로 인한 해저 화산홰설물을 탐사, 채취, 지도화하기 위해 미국 해양대기청(NOAA) 해양탐험대가 원격 조종 해저 장치(ROV) 로봇 탐사를 시행했다.
해수면 아래 평균 505 m 해저에 있는 분화구 바닥은 동북쪽에 열수분출공이 있고 두꺼운 극한환경 미생물 군집으로 덮여있다는 것이 2006년 NOAA 탐험대에게 밝혀졌다. 최고온도 224 °C까지 측정된 이 열수분출공에서 나오는 과열된 금속농축수가 1650년 이후 축적된 것으로 보이며, 분출로 쌓인 황하합물/황산염 굴뚝 구조물은 최대 4 m 높이로 측정되었다.
2006년 탐사에서는 1975년부터 광범위하게 분석된 산토리니섬 주변 해저 부석과 화산재 등 해저 화산쇄설물 양과 분포를 파악하기 위해 새로운 지진학적 에어건 기술을 도입했다. 이를 통해 밝혀낸 산토리니섬의 해저 화산쇄설물, 말단 화산재, 산토리니섬의 이그님브라이트 등으로 구성된 미노스 화산 분화의 총 고밀도 암석등가부피의 정확한 수정치는 약 60 km3으로 크게 증가했는데 이는 인류의 기록된 역사상 가장 거대한 화산 분화인 1815년 탐보라산 분화 당시 부피와 비슷하며 이렇게 변경된 부피 때문에 그동안 깊게 연구되었던 미노스 분화의 쓰나미의 영향력과 규모에도 큰 수정이 가해졌다.
2022년 10월 콜룸보 해저화산의 해저 약 2~4 km 지점에서 이전에 발견되지 않았던 마그마방의 존재가 발견되었다고 발표되었다. 과학자들은 이곳이 서서히 용암으로 채워지고 있으며, 폭발이 당장 일어날 정도는 아니지만 화산을 실시간 모니터링 해야 할 정도의 위협이라고 평가했다.

## 같이 보기
- 미노스 화산 분화
- 지구의 화산 분화 연표

## 참고 문헌
- NOAA Ocean Explorer: Thera 2006 Expedition Summary
- NOAA Ocean Explorer: Thera 2006 Expedition detailed Log
- University of Rhode Island: Kolumbo Volcano
- Ferdinand André Fouqué, Santorin et ses éruptions (Paris: Masson) 1879.
- Haraldur Sigurdsson, S. Carey, C. Mandeville, 1990. "Assessment of mass, dynamics and environmental effects of the Minoan eruption of the Santorini volcano" in Thera and the Aegean World III: Proceedings of the Third Thera Conference, vol II, pp 100–112.
- Haraldur Sigurdsson and S. Carey "Marine investigations of Greece's Santorini volcanic field" (on-line text) Sigurdsson and Carey's revised estimate.

## 추가 읽기
- Kilias, S.P., Nomikou, P., Papanikolaou, D., Polymenakou, P.N., Godelitsas, A., Argyraki, A., Carey, S., Gamaletsos, P., Mertzimekis, T.J., Stathopoulou, E., Goettlicher, J., Steininger, R., Betzelou, K., Livanos, I., Christakis, Ch., Croff Bell, K., Scoullos, M. (2013). New insights into hydrothermal vent processes in the unique shallow-submarine arc-volcano, Kolumbo (Santorini), Greece. Scientific Reports 3. doi:10.1038/srep02421
- Preine, J.; Karstens, K.; Hübscher, C.; Nomikou, P.; Schmid, F.; Crutchley, G.J.; Druitt, T.H.; Papanikolaou, D. (2021). “Spatio-temporal evolution of the Christiana–Santorini–Kolumbo volcanic field, Aegean Sea”. 《Geology》 (Boulder, CO: Geological Society of America) 50: 96–100. doi:10.1130/G49167.1. S2CID 241834116.
- Vougioukalakis, G., A. Sbrana and D. Mitropoulos, 1995. "The 1649–50 Kolumbo submarine volcano activity, Santorini, Greece," in F. Barberi, R. Casale, M. Fratta, (eds.) The European Laboratory Volcanoes: Workshop Proceeding (Luxembourg: EC European Science Commission) pp 189–192.